# Starz(álbum de Yung Lean)
Starz é o quarto álbum de estúdio do rapper e cantor sueco Yung Lean. Foi lançado em 15 de maio de 2020 pela gravadora YEAR0001 e foi produzido de forma executiva por Whitearmor.

## Desenvolvimento
Starz foi gravado em estúdios em Los Angeles, Suécia, Atlanta e Portugal.

## Lançamento e promoção
Em 26 de fevereiro de 2020, Yung Lean lançou o single "Boylife in EU" e a música e o vídeo foram recebidos com elogios.  Em 27 de março de 2020, Yung Lean enviou um teaser de 44 segundos intitulado "Starz", que apresentava uma mistura de novas músicas e confirmou o lançamento de um novo projeto. Yung Lean deveria começar sua turnê 'Starz' no final de março, mas isso foi cancelado devido à pandemia global do COVID-19. Em 2 de abril de 2020, Yung Lean transmitiu um concerto de 45 minutos da traseira de um caminhão em um local não revelado, o show apresentando uma mistura de músicas de trabalhos anteriores, bem como o recém-lançado "Boylife in EU". Em 14 de abril de 2020, o segundo single de Starz foi lançado, "Violence (+ Pikachu)", o single "Pikachu" foi lançado na íntegra em 29 de abril de 2020. Yung Lean começou a lançar trechos diários de cada música em suas mídias sociais, levando à data de lançamento do álbum, cada trecho acompanhado por um visual para essa música.
Um vídeo no Instagram de Yung Lean e do rapper Playboi Carti trabalhando juntos em um estúdio levou os fãs a acreditarem que o Playboi Carti seria um recurso do Starz , e a colaboração estava sujeita a muita expectativa. Um vazamento de Starz uma semana antes da data oficial de lançamento apresentava Playboi Carti na faixa "Yayo", mas o rapper não aparece no lançamento oficial do álbum. Mais tarde, Yung Lean esclareceu que a gravadora de Playboi Carti removeu seu verso da música.

## Lista de faixas
Todas as faixas escritas por Yung Lean .
| Nº     | Titulo                            | Produtor(es)                | Duração |
| ------ | --------------------------------- | --------------------------- | ------- |
| 1.     | "My Agenda"                       | Whitearmor                  | 2:09    |
| 2.     | "Yayo"                            | Whitearmor                  | 2:37    |
| 3.     | "Boylife In EU"                   | Whitearmor                  | 3:36    |
| 4.     | "Violence"                        | Whitearmor                  | 2:52    |
| 5.     | "Outta My Head"                   | Whitearmor                  | 2:51    |
| 6.     | "Dance In The Dark"               | - Whitearmor - Yung Sherman | 2:53    |
| 7.     | "Acid At 7/11"                    | Whitearmor                  | 3:12    |
| 8.     | "Starz" (participação Ariel Pink) | Whitearmor                  | 4:20    |
| 9.     | "Hellraiser"                      | - Whitearmor - Yung Sherman | 2:25    |
| 10.    | "Butterfly Paralyzed"             | Whitearmor                  | 2:37    |
| 11.    | "Dogboy"                          | Whitearmor                  | 2:16    |
| 12.    | "Iceheart"                        | - Whitearmor - Yung Sherman | 2:08    |
| 13.    | "Pikachu"                         | Whitearmor                  | 2:07    |
| 14.    | "Low"                             | Whitearmor                  | 2:44    |
| 15.    | "Sunset Sunrise"                  | Whitearmor                  | 2:32    |
| 16.    | "Put Me In A Spell"               | Whitearmor                  | 2:56    |
| Total: | Total:                            | Total:                      | 44:15   |